# Artemisia Gentileschi
Artemisia Gentileschi (născută Artemisia Gentileschi Lomi; n. 8 iulie 1593, Roma, Statele Papale – d. 1653, Napoli, Spania Habsburgică) a fost o pictoriță italiană aparținând curentului baroc timpuriu, în zilele noastre fiind considerată una dintre pictorițele cele mai valoroase din generația următoare lui Caravaggio. Într-o epocă în care pictorițele nu erau acceptate ușor de către comunitatea artistică sau de patroni, ea a fost prima femeie care a devenit membră a Accademia di Arte del Disegno din Florența. Considerată astăzi ca fiind printre primii pictori ai stilului baroc, s-a impus prin arta sa într-o epocă când femeile pictor erau o raritate. Este, de asemenea, prima femeie care a pictat teme istorice și religioase într-o epocă când acestea erau socotite ca fiind străine spiritului feminin.

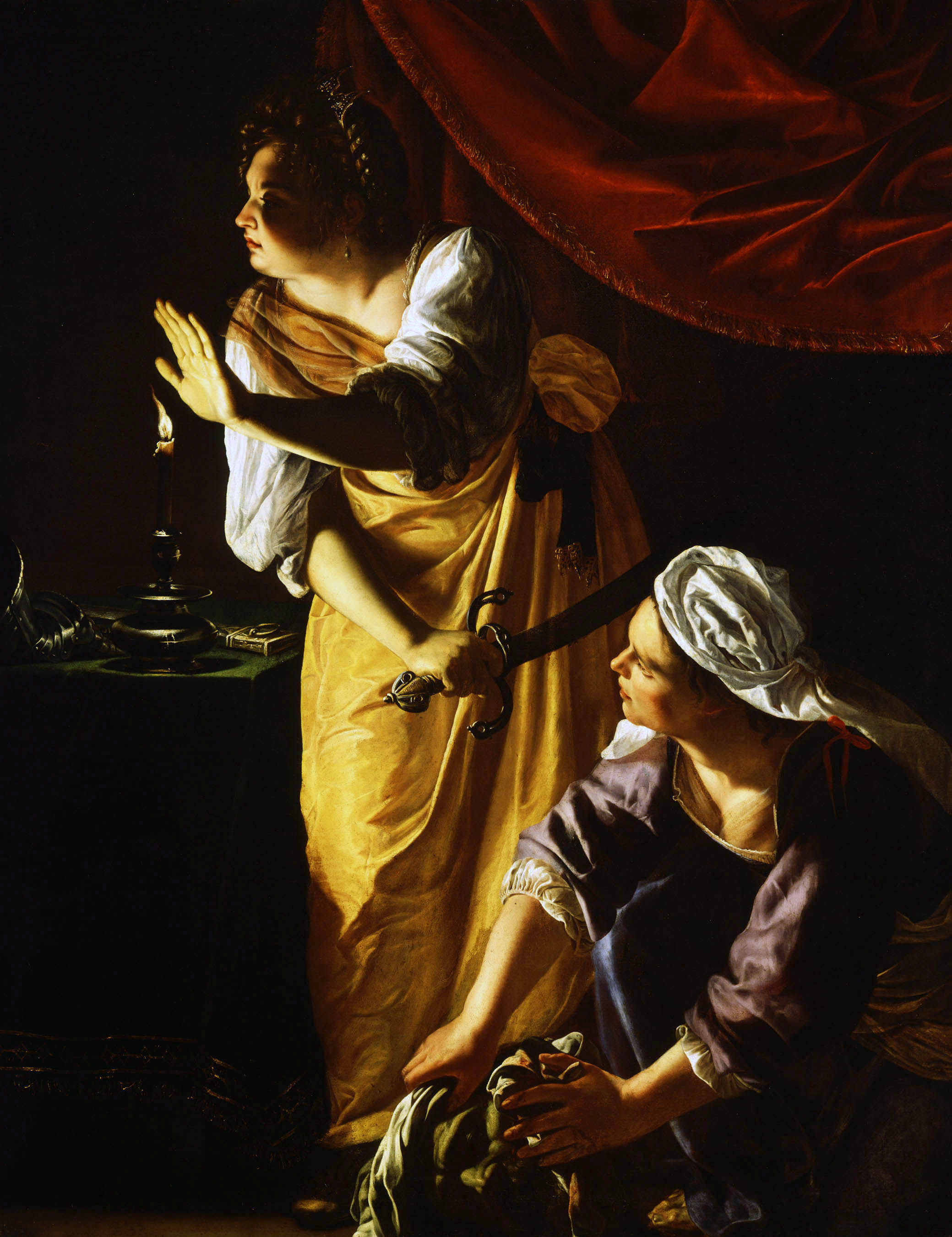
Judith și servitoarea ei (1625)

Era cunoscută pentru reprezentarea naturală pe pânză a corpului feminin, cât și priceperea în exprimarea prin culori a dimensiunii și dramei. Prefera scenele cu femei-eroine și personaje mitologice sau biblice feminine. Cele mai faimoase tablouri ale sale sunt Suzanna și bătrânii, Judith ucigându-l pe Holofern (un subiect baroc medieval bine cunoscut în artă, care arată decapitarea lui Holofern, o scenă de luptă înfiorătoare și sângeroasă) și Judith și servitoarea ei.
Faptul că a fost o pictoriță din secolul al XVII-lea, că a fost violată și a participat la urmărirea penală a violatorului, a umbrit mult timp realizările sale ca artist. Timp de mulți ani, ea a fost privită ca o curiozitate. În zilele noastre, ea este considerată ca fiind una dintre cele mai progresiste și expresioniste pictorițe din generația sa.

## Biografie

### Perioada romană

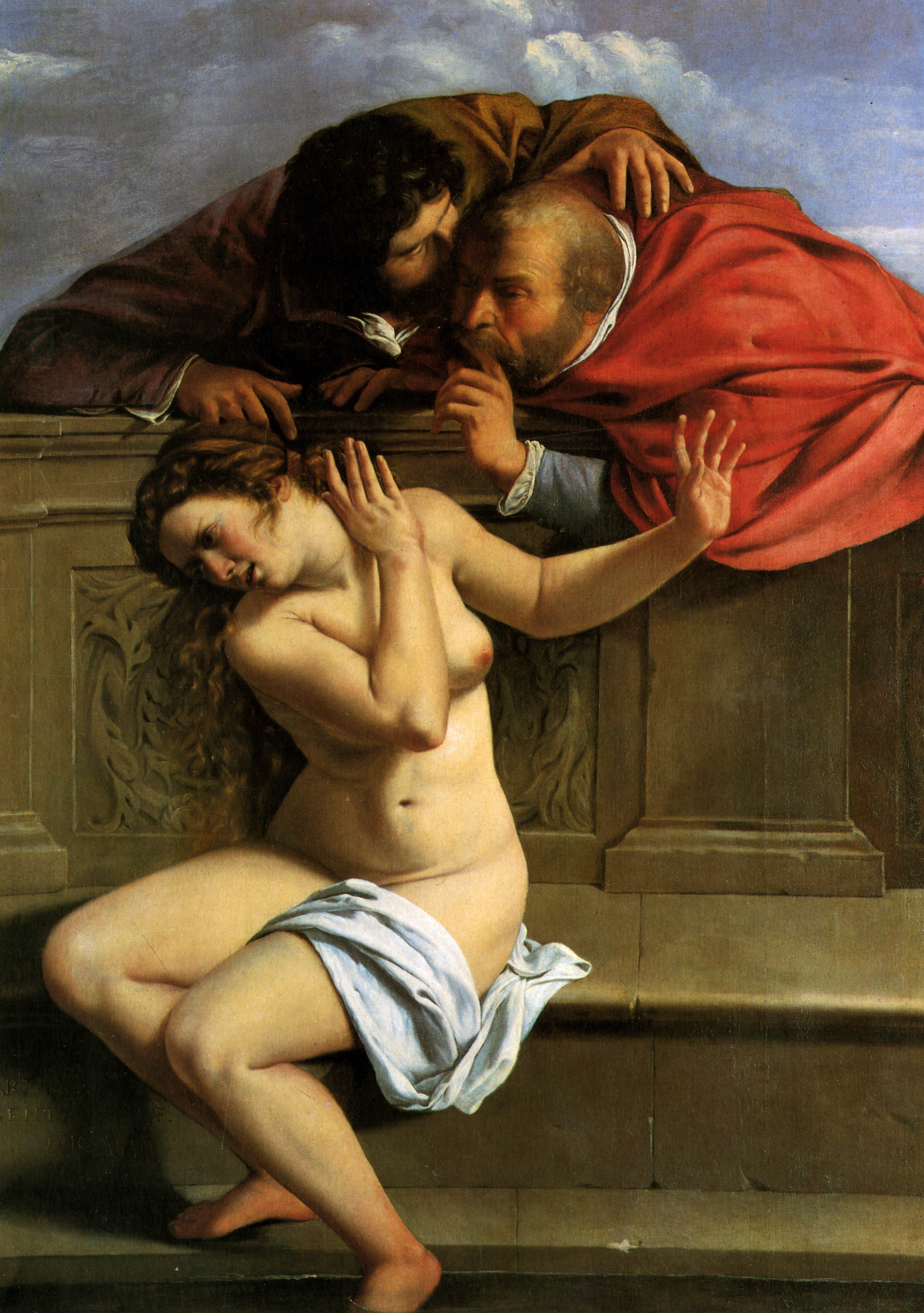
Suzanna și bătrânii, circa 1610

Artemisia Gentileschi s-a născut la Roma, la 8 iulie 1593, cu toate că certificatul de naștere din Archivio di Stato arată că s-a născut în anul 1590, fiind primul copil al pictorului toscan Orazio Gentileschi și al Prudenta Montone. Artemisia a învățat să picteze în atelierul tatălui său, fiind mult mai talentată decât frații ei, alături de care a lucrat. A învățat să deseneze, să amestece culorile și să picteze. Deoarece, în acea perioadă, stilul tatălui său era inspirat din Caravaggio, stilul ei a fost la fel de puternic influențat de Caravaggio. Cu toate acestea, a avut o abordare artistică diferită față de cea a tatălui său, picturile ei fiind foarte naturale, comparativ cu cele ale lui Orazio care erau idealiste.
Prima lucrare a tinerei Artemisia, la vârsta de șaptesprezece ani, a fost Suzanna și bătrânii (în italiană Susanna e i Vecchioni; 1610, colecția Schönborn în Pommersfelden). La acel moment unii, influențați de concepțiile greșite predominante din acele vremuri, au suspectat-o că a fost ajutată de tatăl său. Pictura arată modul în care Artemisia a asimilat realismul lui Caravaggio fără a fi indiferentă față de limba școlii de la Bologna, care l-a avut pe Annibale Carracci printre artiștii săi majori. Este una dintre puținele picturi pe tema Suzanna care arată acostarea sexuală de către cei doi bătrâni ca un eveniment traumatic.

#### Violarea de către Tassi

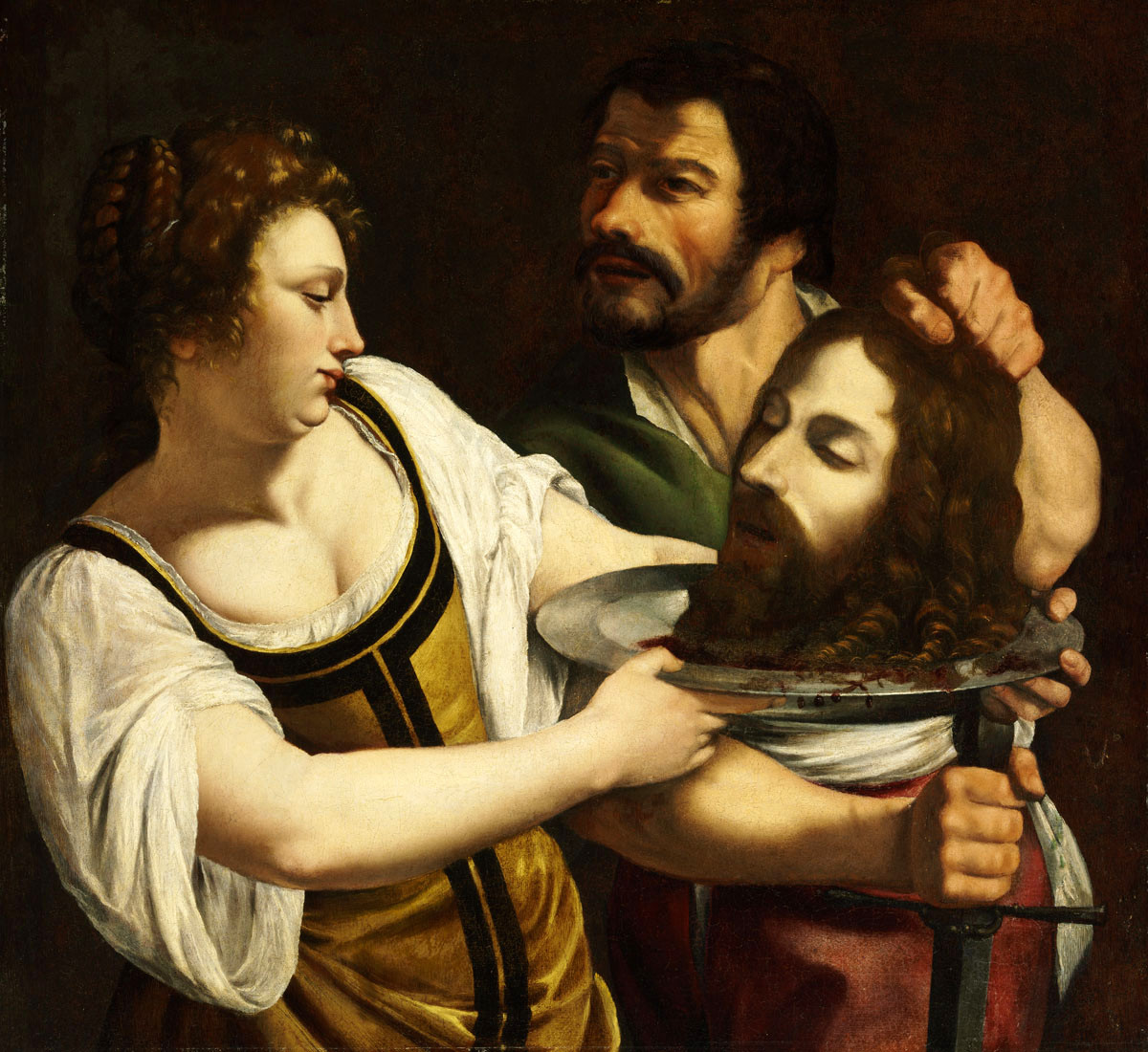
Salome cu capul Sfântului Ioan Botezătorul (circa 1610–1615)

În 1611, tatăl ei lucra cu Agostino Tassi la decorarea boltei Cazinoului della Rose în interiorul palatului Pallavicini Rospigliosi din Roma, așa că Orazio l-a angajat pe pictor pe postul de tutor privat al fetei sale. În timpul acestei tutele, Tassi a violat-o pe Artemisia. Un alt om, Cosimo Quorlis, a fost, de asemenea, implicat. După viol, inițial, Artemisia a continuat să aibă relații sexuale cu Tassi, în perspectiva că vor urma să se căsătorească și cu speranța de a-și restabili demnitatea și a-și asigura viitorul. Tassi, însă, și-a renegat promisiunea de a se căsători cu Artemisia. La nouă luni după viol, când a aflat că Artemisia și Tassi nu au de gând să se căsătorească, Orazio a depus o plângere penală împotriva lui Tassi. Orazio, de asemenea, l-a acuzat pe Tassi că a furat un tablou de Judith din gospodăria Gentileschi. Acuzația  majoră a acestui proces a fost faptul că Tassi a dezvirginat-o pe Artemisa. În cazul în care Artemisia nu ar fi fost virgină înainte de a fi fost violată de Tassi, Gentileschii nu ar fi putut să depună plângere penală. În timpul procesului, care s-a întins pe o perioadă de șapte luni, s-a descoperit că Tassi a plănuit să-și ucidă soția, a întreținut relații adultere cu cumnata sa și a plănuit să fure unele din picturile lui Orazio. În timpul procesului, Artemisia a fost supusă unui examen ginecologic și torturii degetelor pentru a i se verifica mărturia. La sfârșitul procesului, Tassi a fost condamnat la un an de închisoare, însa nu și-a executat niciodată pedeapsa. Procesul a influențat imaginea de feministă a Artemisia Gentileschi de la la sfârșitul secolului al XX-lea.
De la moartea mamei sale, la vârsta de 12 ani, Artemisia a trăit înconjurată, în principal, de bărbați. Când Artemisia avea 17 ani, Orazio a închiriat apartamentul de la etaj din casa lor unei chiriașe, pe nume Tuzia. Artemisia s-a împrietenit cu Tuzia; cu toate acestea, Tuzia le-a permis lui Agostino Tassi și lui Cosimo Quorlis să o însoțească pe Artemisia în casa ei în mai multe rânduri. În ziua în care a avut loc violul, Artemisia i-a cerut lui Tuzia ajutorul, dar Tuzia pur și simplu a ignorat-o pe Artemisia și mai târziu a pretins că nu știa nimic despre ce s-a întâmplat. Artemisia s-a simțit trădată de Tuzia, comportamentul ultimei fiind comparat de contemporani cu cel al unei proxenete. Întrucât Tuzia era singura figură feminină din viața ei, operele Artemisii conțin un simț puternic al importanței solidarității și unității dintre femei.
Pictura Mama și copilul este atribuită acelor ani. Lucrarea reprezintă o femeie puternică dar suferindă. Copilul de pe tablou a fost interpretat ca simbolizându-l pe Tassi.

### Perioada florentină (1614-20)

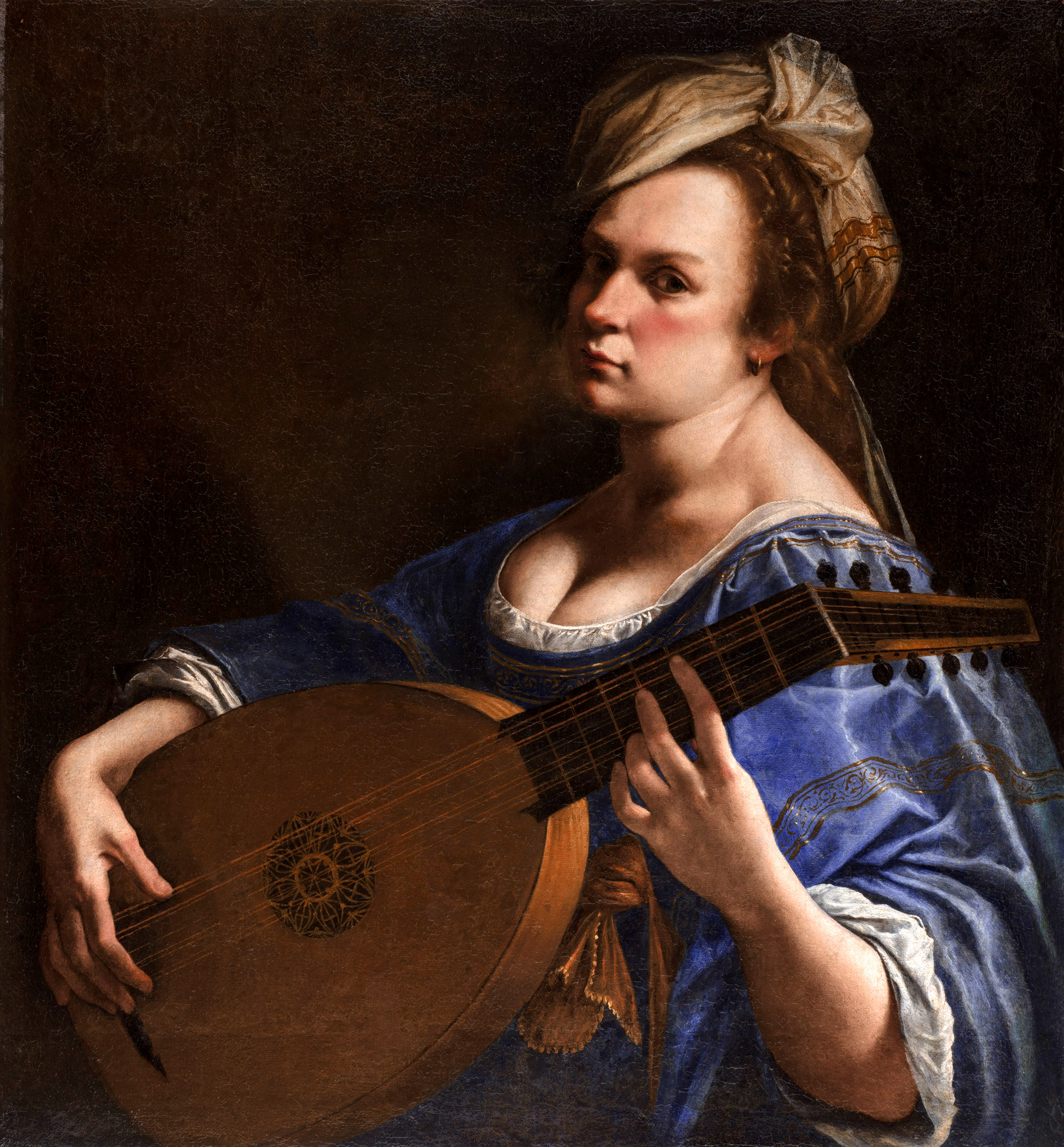
Autoportret, Cântăreață la lăută 1615-1617

La o lună după proces, Orazio i-a aranjat fiicei lui căsătoria cu Pierantonio Stiattesi, un artist modest din Florența. La scurt timp după aceea, cuplul s-a mutat la Florența, unde Artemisia a primit un comision pentru un tablou la Casa Buonarroti. A devenit o pictoriță de succes la curte, bucurându-se de patronajul familiei Medici și a regelui Carol I al Angliei. Se presupune că în această perioadă Artemisia a pictat și Madonna col Bambino („Fecioara și Pruncul”), tablou care se află în prezent în Galeria Spada de la Roma.
În perioada șederii în Florența, prin 1618, Artemisia și Pierantonio au avut o fiică, Prudentia, care a fost cunoscută și sub numele de Palmira, ce a dus la concluzia eronată a unor cercetători că Artemisia ar fi avut doi copii, nu unul. Copilul a fost numit după mama Artemisiei, care a murit când Artemisia avea 12 ani. Prudentia a fost o pictoriță ca și mama sa, fiind educată de aceasta, cu toate că nu se știe nimic de opera ei.
La Florența, Artemisia s-a bucurat de un succes enorm. A fost prima femeie care a fost acceptată în Accademia delle Arti del Disegno (Academia de Arte de desen). Ea a avut relații bune cu cei mai respectați artiști contemporani, cum ar fi Cristofano Allori, și a reușit să acumuleze respectul și protecția unor persoane influente, începând cu Cosimo al II-lea de Medici, Mare Duce de Toscana și, mai ales, a Marei Ducese, Cristina de Lorena. Artemisia a avut o relație bună cu Galileo Galilei, cu care a menținut o corespondență scrisă pe o lungă perioadă de timp.
Ea a fost apreciată de Michelangelo Buonarroti cel tânăr (nepotul marelui Michelangelo). Ocupat cu construirea Casei Buonarroti, construită pentru celebrarea rudei sale faimoase, el i-a cerut Artemisiei să producă un tablou pentru decorarea tavanului galeriei de picturi, format din alegorii ale talentelor naturale. Tabloul reprezintă o alegorie a înclinației – Allegoria dell'Inclinazione, prezentată sub forma unei femei tinere nud care ține o busolă. Se crede că subiectul seamănă cu Artemisia. Într-adevăr, în mai multe dintre picturile sale, eroinele energice ale Artemisiei seamănă cu autoportretele sale.
În 2011, Francesco Solinas a descoperit 36 de scrisori din anii 1616-1620, care dezvăluie detalii din viața personală și situația financiară a lui Gentileschi în Florența. S-a descoperit că Artemisia avea un roman de dragoste cu nobilul florentin Francesco Maria Maringhi. În mod curios, soțul său, Stiattesi, era în deplină cunoștință de cauză de această relație și chiar îi scria lui Maringhi pe verso-ul scrisorilor de dragoste ale Artemisiei – și aceasta, probabil, pentru a se bizui pe susținerea financiară a nobilului. Către 1620, prin Florența circulau bârfe despre mariajul lui Gentileschi și Maringhi, ceea ce a dus, laolaltă cu problemele financiare ale lui Maringhi, la separarea coplului și întoarcerea Artemisiei la Roma în anul 1621.
Printre tablourile notabile din această perioadă se numără Convertirea Magdalenei (La conversione della Maddalena), autoportretul Cântăreață la lăută (acum se află în colecția Ateneului Wadsworth, Muzeul de Artă) și Judith și servitoarea ei (Giuditta con la sua ancella; acum se află în Palatul Pitti). Artemisia a pictat o a doua versiune a Judith ucigându-l pe Holoferne (Giuditta che decapita Oloferne), care acum este găzduită în Galeria Uffizi din Florența. Prima, o versiune mai mică a Judith ucigându-l pe Holoferne (1612-1613), este afișată în Muzeul Capodimonte din Napoli. În ciuda succesului, iresponsabilitatea financiară a soțului său a rezultat în probleme cu creditorii, ce au dus la o separare a cuplului.

### Întoarcerea la Roma, perioada venețiană (1621-30)
Artemisia a sosit la Roma în același an în care tatăl ei, Orazio, a plecat în Genova. Cu toate că nu există suficiente dovezi, unii sunt de părere că Artemisia și-ar fi urmat tatăl la Genova, afirmând că în acest timp petrecut împreună s-ar fi accentuat similitudinea stilurilor lor, ceea ce face adesea dificilă atribuirea unora dintre tablouri lui Orazio sau Artemisiei. Majoritatea dovezilor indică însă, că, Artemisia a rămas la Roma, încercând să găsească o casă și să-și crească copilul.

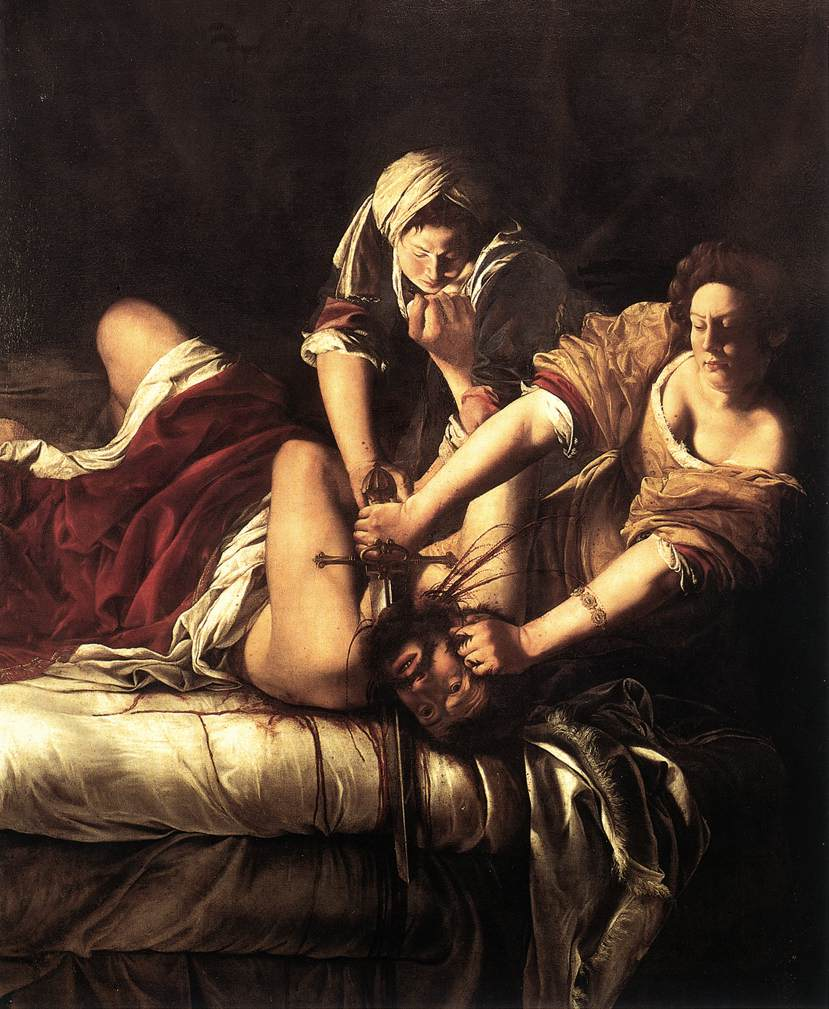
Judith ucigându-l pe Holoferne (1614-1620)

Cu toate că maestrul murise de peste un deceniu, stilul lui Caravaggio era încă extrem de influent și convertise mulți pictori (așa numiții caravaggiști), cum ar fi tatăl Artemisiei, Carlo Saraceni (care a revenit la Veneția 1620), Bartolomeo Manfredi și Simon Vouet. Gentileschi și Vuuet au avut o relație profesională. Stilurile de pictură din Roma în timpul secolului al XVII-lea au fost diverse, cu toate acestea demonstrând un mod mai clasic al discipolilor bolognezi ai lui Carracci și stilul baroc al lui Pietro da Cortona.
Se pare că Artemisia a fost asociată și cu Academia de Desiosi. Ea a fost apreciată printr-un portret care poartă inscripția „Pincturare MIRACULUM invidendum facilius quam imitandum” („Să pictezi o minune – e mai ușor să indiviezi acest lucru decât să-l faci”). În cursul aceleiași perioade s-a împrietenit cu Cassiano dal Pozzo, umanist, colecționar și iubitor al artelor. Artistul francez Pierre Dumonstier II a făcut un desen în roșu și negru al mâinii drepte a Artemisiei în 1625.
În ciuda reputației artistice bune, personalității sale puternice și numeroaselor relații, Roma nu a fost atât de profitabilă pe cât a sperat Artemisia. Stilul ei sfidător și puternic s-a relaxat. Ea a pictat tablouri mai puțin intense; de exemplu, a doua versiune a lucrării sale Suzanna și bătrânii (1622). Aprecierea artei sale a fost redusă la portrete și la abilitatea ei de a picta eroine biblice. Nu a primit niciunul din comisioanele lucrative pentru catapetesme. Documentația insuficientă îngreunează aflarea mai multor detalii despre viața Artemisiei în această perioadă. Este cert că între 1627 și cel târziu în 1630 s-a mutat la Veneția, probabil în căutarea unor comisioane mai bogate. Dovezi pentru acest lucru apar în diversele versete și scrisori care aduc laude și aprecieri Artemisei și operelor realizate în Veneția.
Cu toate că este uneori dificil de a estima cu exactitate datele la care au fost realizate picturile ei, acestor ani pot fi atribuite anumite picturi de-ale ei, precum: Ritratto di gonfaloniere („Portretul gonfanorierului”), astăzi aflat la Bologna (un exemplu rar al capacității sale de pictoriță portretistă) și Giuditta con la sua ancella („Judith și servitoarea ei”), astăzi găzduit la Institutul Artelor din Detroit. Tabloul din Detroit este remarcabil mai ales pentru măiestria sa în clarobscur și tenebrism (folosirea contrastelor puternice între lumină și întuneric), tehnici pentru care au fost renumiți Gerrit van Honthorst, Trophime Bigot și mulți alții din Roma. Picturile ei, Venere Dormiente („Venus adormit”), astăzi aflat la Muzeul Virginia de Arte Frumoase din Richmond, și Ester ei ed Assuero („Estera și Ahasveros”), aflat la Muzeul Metropolitan de Artă din Manhattan, sunt mărturii a asimilării lecțiilor de luminism venețian în opera sa.

### Napoli și perioada engleză (1630-1653)

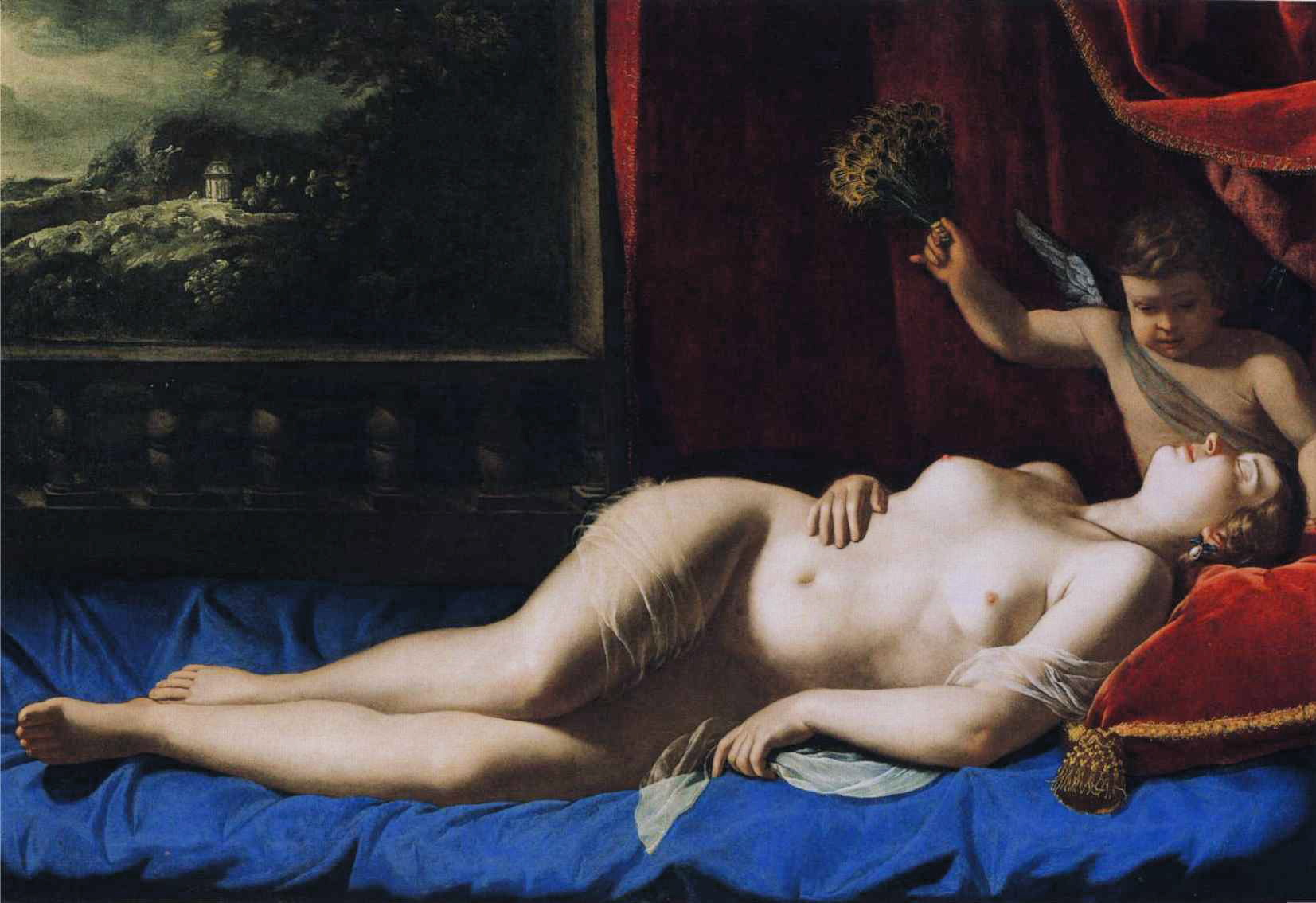
Venus adormită, 1625-1630

În anul 1630 Artemisia s-a mutat la Napoli, un oraș bogat, cu ateliere de lucru și iubitorii de artă, în căutarea unor oportunități de muncă noi și mai profitabile. Un biograf al secolului al XVIII-lea, Bernardo de'Dominici, a speculat că Artemisia era deja cunoscută în Napoli înainte ca aceasta să se mute acolo. Se presupune că a fost invitată la Napoli de Ducele de Alcalá, Fernando Enriquez Afan de Ribera, care deținea trei tablouri de-ale sale: Magdalena penitentă, Isus binecuvântând copiii și David cu harpa. Mulți alți artiști, precum Caravaggio, Annibale Carracci și Simon Vouet, au locuit în Napoli pe o perioadă din viața lor. La acea vreme, Jusepe de Ribera, Massimo Stanzione și Domenichino lucrau în Napoli, iar mai târziu Giovanni Lanfranco și mulți alții dau năvală în oraș. Debutul napolitan al Artemisei este reprezentat de Annunciation („Vestea”) în muzeul din Capodimonte. Rămâne în Napoli pe ultima perioadă a carierei sale, excepții facând o scurtă vizită la Londra și alte câteva călătorii.
La 18 martie 1634, călătorul Bullen Reymes notează în jurnalul său întâlnirea unui grup de englezi din care făcea parte cu Artemisia și Palmira. Ea a colaborat cu mai mulți artiști, inclusiv Massimo Stanzione, cu care, conform lui Bernardo de' Dominici, ea a avut o colaborare artistică bazată pe prietenie și trăsături artistice comune. Stanzione a fost influențat de Artemisia în lucrul său cu culorile.
În Napoli, pentru prima dată Artemisia începe să lucreze la tablouri bisericești dedicate lui San Gennaro nell'anfiteatro di Pozzuoli („Sfântul Gennaro din amfiteatrul de la Pozzuoli”). În prima perioadă napolitană a pictat Nașterea lui Ioan Botezătorul, care se află acum în muzeul Prado din Madrid, și Corsica e il satiro („Corsica și satirul”), care se află acum într-o colecție privată. În aceste tablouri, Artemisia demonstrează din nou abilitatea de a se adapta la moda timpului și de a trata subiecte diferite în loc de obișnuitele Judith, Susanna, Bathsheba și Magdalenele, pentru care era deja cunoscută. Multe dintre aceste tablouri au fost colaborări, spre exemplu, Bathsheba a fost atribuită Artemisiei, lui Codazzi și lui Gargiulio.
În 1638, Artemisia se alătură tatălui său în Londra, la curtea lui Carol I al Angliei, unde Orazio devenise pictor regal și unde primise o lucrare importantă de decorare cu alegoria Triumful Păcii și al Artei a plafonului din Casa Reginei din Greenwich, construită pentru Regina Henrietta Maria. Tatăl și fiica lucrează din nou împreună, însă, cel mai probabil, scopul vizitei la Londra nu a fost doar acela de a-și ajuta tatăl: la curte o invitase Carol I, o invitație imposibil de refuzat. Carol I era un colecționar entuziast, dispus să suporte critici pentru cheltuielile sale pe artă. Faima Artemisiei cel mai probabil că l-a intrigat. În colecția sa se găsește tabloul Autoritratto in veste di Pittura („Autoportretul ca pictură”).
Orezio moare subit în 1639. Artemisia avea propriile sale lucrări de terminat după moartea tatălui său, cu toate că nu există niciun fel de lucrări care pot fi atribuite cu certitudine aceastei perioade. În anul 1642, când începea războiul Civil Englez, Artemisia părăsise deja Anglia. Nimic altceva nu se mai cunoaște despre viața sa din această perioadă. Conform istoricilor, în 1649 se află iar în Napoli, corespondând cu Antonio Ruffo al Siciliei, care devine mentorul ei în această a doua perioadă napolitană.

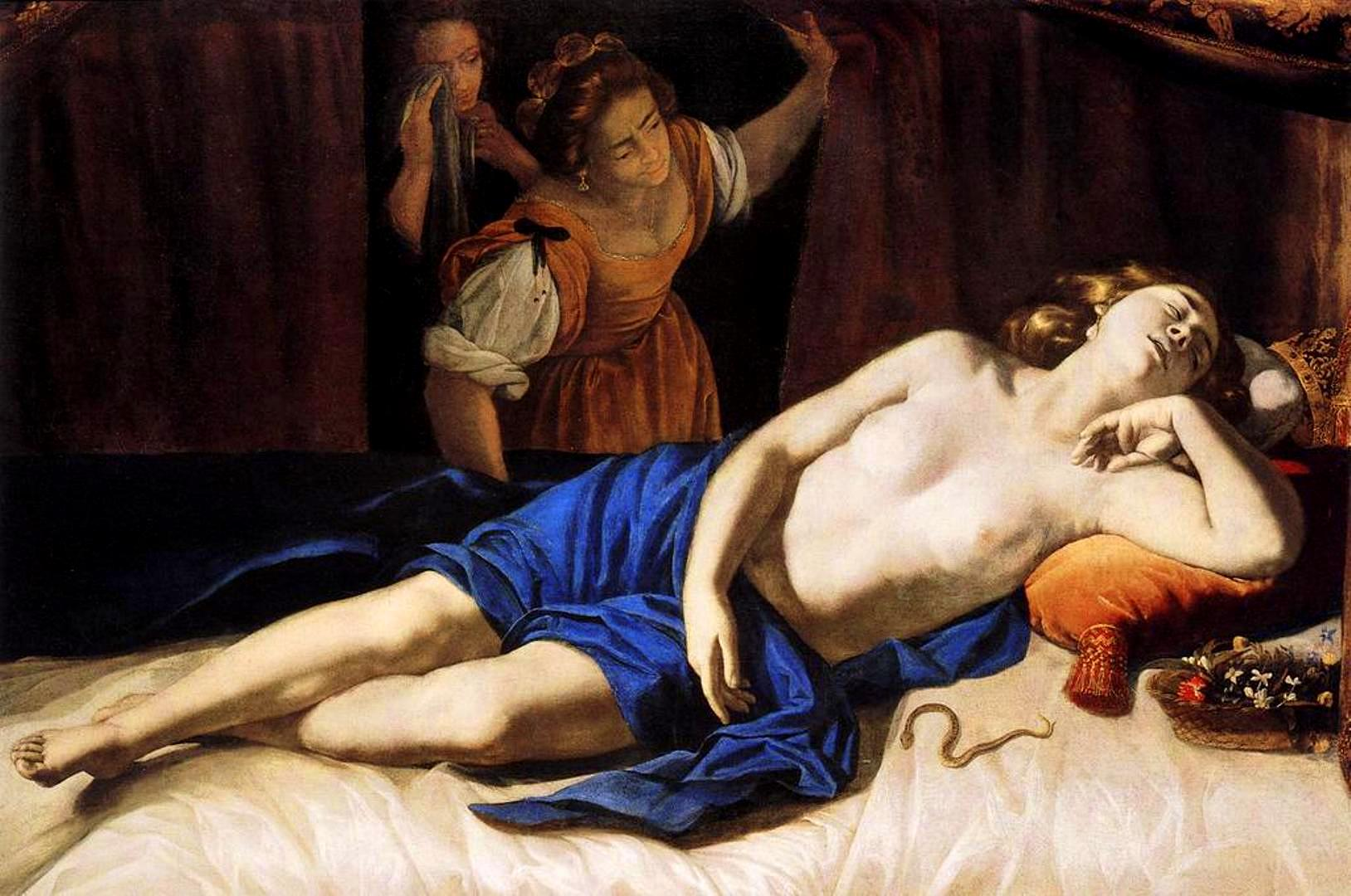
Cleopatra otrăvită, 1633-1635

Pe masură ce Artemisia îmbătrânește, opera sa devine mai grațioasă și mai „feminină”, și, cu toate că aceasta se datorează, în parte, unei modificări generale a gustului și sensibilității societății, aceasta rezultă și din faptul că pictorița devine din ce în ce mai conștientă de propria feminitate.
O perioadă de timp s-a crezut că Artemisia a murit între anii 1652 și 1653, însă noi dovezi arată că în anul 1654 încă accepta comenzi, devenind totuși din ce în ce mai dependentă de asistentul său Onofrio Palumbo. Unii istorici au speculat că ar fi murit în ciuma devastatoare din anul 1656 din Napoli care a distrus o întreagă generație de artiști napoletani.
Unele lucrări din această perioadă sunt Suzanna și bătrânii, care se află astăzi în Brno, Fecioara și copilul cu un rozariu care se află astăzi în El Escorial, David și Bathsheba, care se află astăzi în Columbus, Ohio și Bathsheba, astăzi în Leipzig. Lucrarea David with the Head of Goliath, redescoperită la Londra în 2020, a fost atribuită și ea acestei perioade de către istoricl de artă Gianni Papi.

## Locul în istoria artei

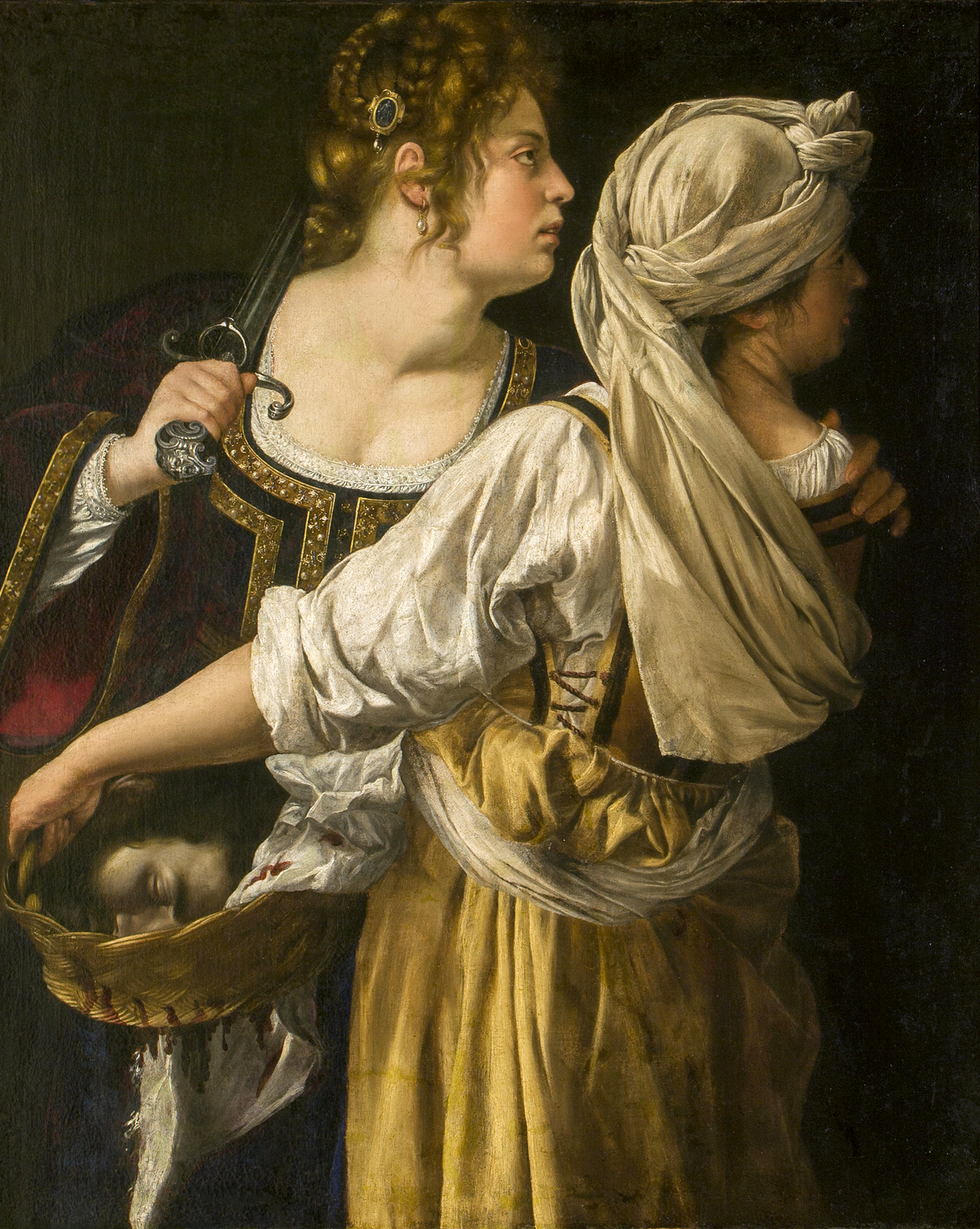
Judith și servitoarea ei (1613–14)

În lucrarea sa intitulată „Gentileschi, padre e figlia” (1916), criticul italian Roberto Longhi o aprecia pe Artemisia ca fiind „singura italiancă din istorie care se pricepe în pictură, culori, desen și alte concepte fundamentale”. Evaluând Judith ucigându-l pe Holoferne, el menționa: „Artemisia Gentileschi are la activ circa 57 de lucrări și 94% din ele (adică 49) reprezintă femeile în rol de protagonist sau egale cu bărbații” – printre acestea Jael și Sisera, Judith și servitoarea ei, Esther. Aceste personaje au fost intenționat lipsite de trăsăturile stereotipice feminine – sensibilitate, sfială și slăbiciune –, ele, dimpotrivă, erau personalități curajoase, rebele și puternice. Un critic din secolul al XIX-lea, opinând asupra Magdalenei, a constatat: „nimeni nu și-ar fi imaginat că aceasta este opera unei femei. Lucrul cu pensula este al unui om sigur pe sine, nu are niciun semn de sfială”. Din punctul de vedere al lui Ward Bissell, Artemisia știa prea bine cum erau văzute femeile și femeile-artiste de către bărbați, de aceea lucrările executate la începutul carierei sale sunt atât de îndrăznețe și sfidătoare.
„Cine ar fi putut să creadă că pe o pânză atât de gingașă se poate dezlănțui un masacru brutal și teribil? [...] ar fi natural să exclami – e vorba de o femeie teribilă! O femeie a pictat asta? ... nu e nimic sadistic aici, dar ceea ce șochează este nepăsarea pictorului, care a găsit potrivit să decoreze centrul tabloului cu două picături din jetul violent de sânge! Vă spun eu, e incredibil! Totodată, vă rog să-i dați voie doamnei Schiattesi – acesta fiind numele de mariaj al Artemisiei – să aleagă mânerul sabiei! În sfârșit, nu credeți că unicul scop al Giudittei este să se ferească de sângele care ar putea să-i murdărească rochia? Nouă ni se pare că aceasta este una din rochiile de la Casa Gentileschi, cea mai nobilă garderobă a Europei anilor 1600, cedând doar lui Van Dyck.”—Roberto Longhi

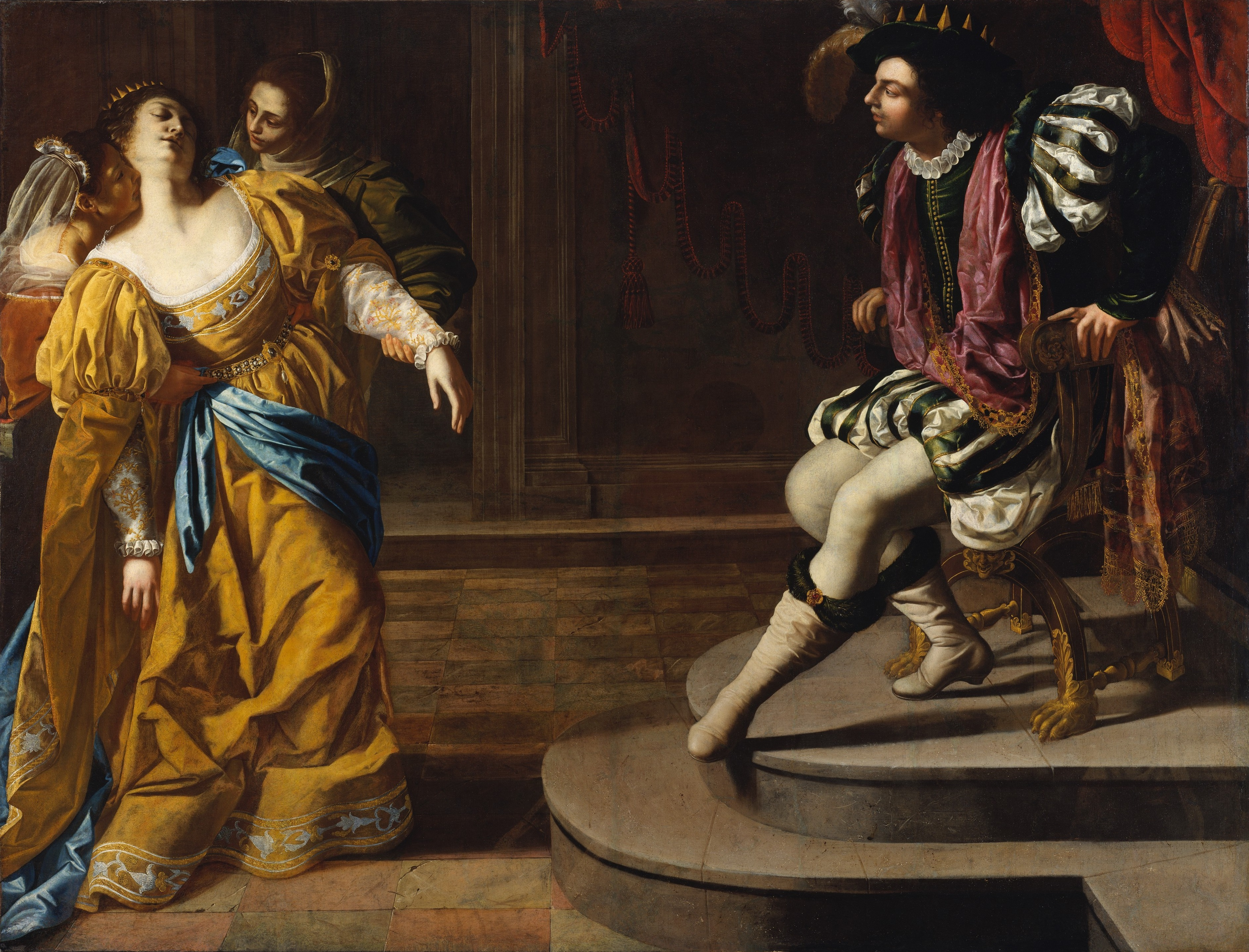
Estera în fața lui Ahașveroș

Studiile feministe au crescut interesul în creația lui Gentileschi, evidențiind experiența violului și a maltratării ulterioare, cât și puterea de expresie a lucrărilor sale în care eroine biblice se răzvrătesc împotriva condiției lor sociale. Evaluând punctul de vedere feminist asupra Artemisiei, Judith W. Mann a opinat că vechile stereotipuri care o găseau imorală au fost înlocuite de noi stereotipuri, create de interpretarea feministă a operei ei:
„Fără a contesta faptul că sexul poate oferi strategii valide de interpretare în analiza creației Artemisiei, ar trebui să ne întrebăm dacă acest cadru nu cumva îngustează așteptările. Câteva prezumții sunt evidențiate de monografia lui Garrard și catalogue raisonné-ul lui R. Ward Bissell: că creația Artemisiei s-a manifestat plenar doar prin reprezentarea femeilor puternice, că ea nu ar fi apelat la reprezentări convenționale precum Madonna și copilul sau o Fecioară care primește smerită Buna Vestire și că ea nu ar fi dorit să cedeze interpretarea personală în favoarea gusturilor presupusei sale clientele masculine. Acest stereotip are un efect restrictiv, întrucât îi face pe cercetători să pună la îndoială atribuirea la opera sa a unor lucrări care nu corespund șablonului sau să le aprecieze mai slab.”—Judith W. Mann
Întrucât Artemisia se întorcea constant la motivele violente precum Judith și Holoferne, este populară ipoteza unei dorințe de răzbunare. Unii istorici de artă, pe de altă parte, afirmă că ea nu făcea decât să profite de faima pe care o avea pe seama violului din adolescență, pătrunzând într-o nișă cu încărcătură sexuală a artei dominării feminine, care urma să fie consumată de bărbați bogați.

### Perspectiva feministă

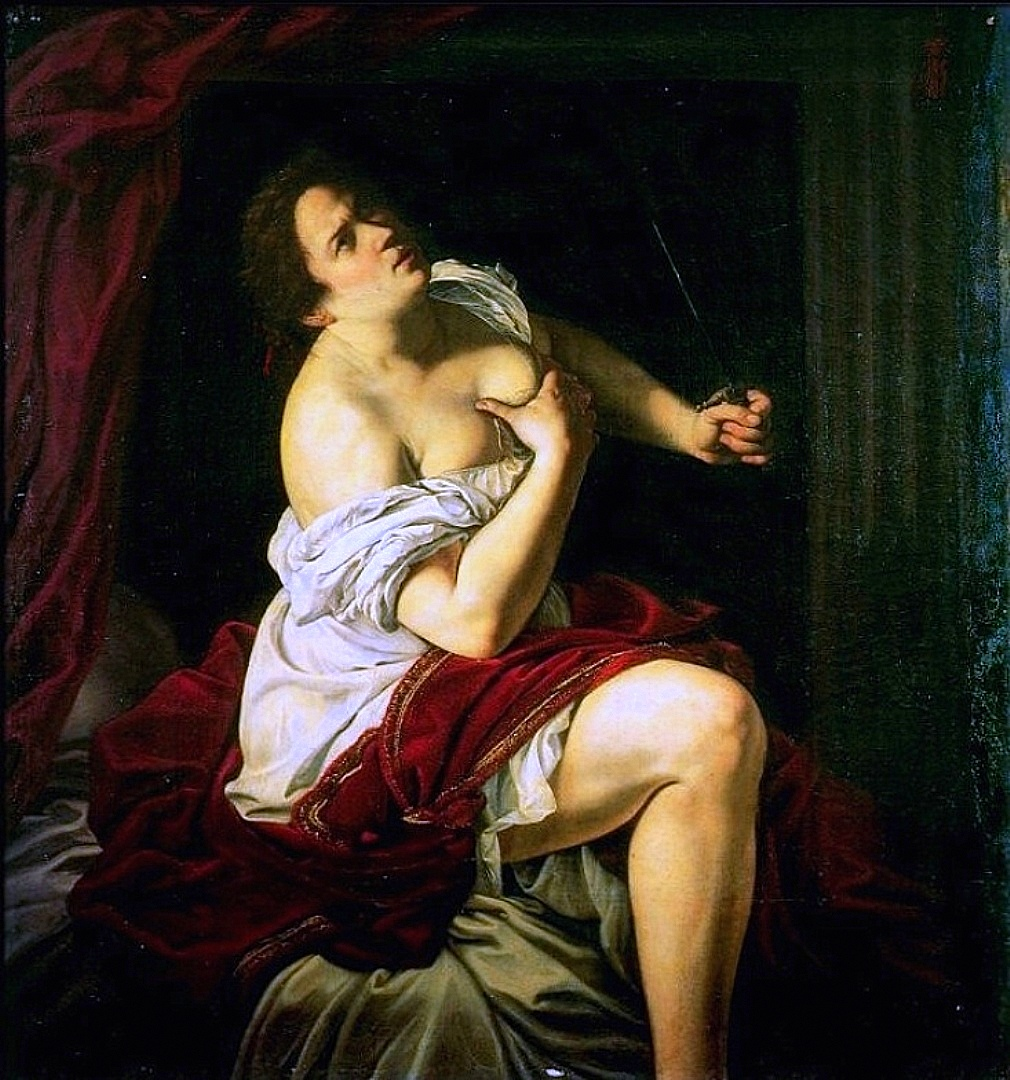
Lucreția (1620–21)

Printre lucrările pioniere referitoare la opera lui Gentilischi se numără „Gentileschi padre e figlia” („Gentileschi, tatăl și fiica”) de Roberto Longhi în 1906 și „Artemisia Gentileschi—A New Documented Chronology” („Artemisia Gentileschi – o nouă cronologie documentată”) de R. Ward Bissell. Anna Banti, soția lui Longhi, a publicat în 1947 o poveste fictivă a vieții artistei, care a fost primită cu căldură de către criticii literari dar a fost criticată de feminiști, aceștia acuzând-o pe autoare de sacrificarea adevărului istoric în favoarea paralelelor dintre viața lui Banti și Gentileschi.
Interesul feminist asupra operei Artemisiei Gentilischi s-a conturat în anii 1970, odată cu publicarea articolului „Why Have There Been No Great Women Artists?” (din engleză „De ce nu au existat mari artiste?”) de către istoricul de artă feminist Linda Nochlin. Explorând semnificația sintagmei „mare artist”, ea a postulat că nu lipsa talentului ci instituțiile opresive le-au împiedicat pe femei să beneficieze de aceeași recunoaștere pe care o aveau bărbații în artă și alte domenii. Nochlin scria că studiile asupra Artemisiei și altor artiste „au meritat”, datorită lor „fiind acumulate dovezi ale realizărilor femeilor și informații inedite în istoria artei”. Articolul lui Nochlin a determinat mai mulți cercetători să-și concentreze eforturile asupra integrării femeilor artiste în istoria artei și culturii.
Astfel, au început să apară tot mai multe lucrări bibliografice despre ea, atât biografii cât și ficțiuni. Prima lucrare care documentează cu acuratețe întreaga viață a Artemisiei este intitulată The Image of the Female Hero in Italian Baroque Art („Imaginea femeii-eroine în arta barocă italiană”) și a fost publicată în 1989 de către istoricul de artă feminist Mary Garrard. Aceasta din urmă a publicat în 2001 o a doua carte, mai succintă, intitulată Artemisia Gentileschi around 1622: The Shaping and Reshaping of an Artistic Identity („Artemisia Gentileschi în jurul anului 1622: configurarea și reconfigurarea unei identități artistice”), în care a explorat opera și identitatea pictoriței. Garrard a remarcat că analiza operei Artemisiei prea des se concentrează pe faptul ca aceasta a fost o femeie; istoricul de artă se întreba dacă apartenența la un anumit sex poate fi în genere considerată un criteriu de evaluare a artei.

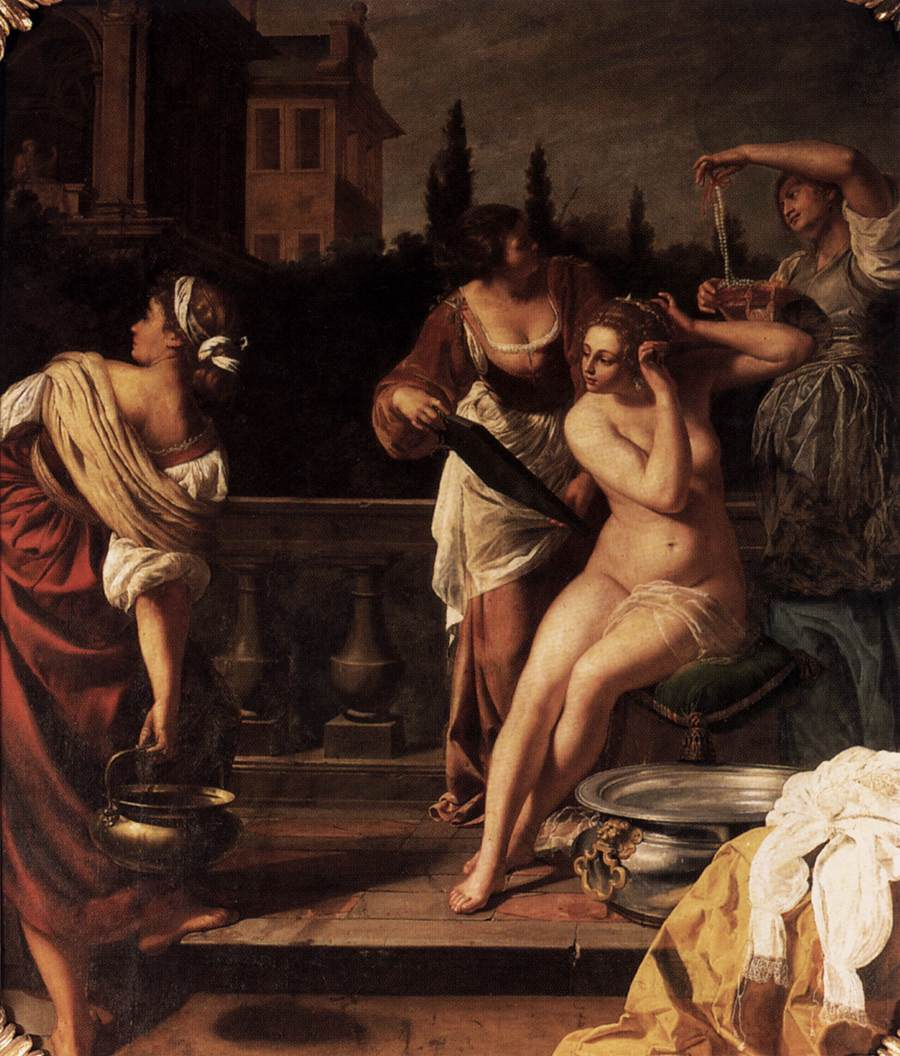
Bathsheba (cca. 1645-1650)

Cercetătoarea Griselda Pollock, analizând experiența de viol a Artemisiei, a remarcat că aceasta a devenit „axa principală de interpretare a operei artistei”, că meritul pentru care este admirată de istoricii de artă nu vine atât de la talentul său cât de la senzaționalizmul acelui caz, care a mai inclus și tortură. Pollock contrazice această opinie, încercând să demonstreze că imaginile șocante din, de exemplu, Judith ucigându-l pe Holoferne nu sunt o răzbunare pentru viol, ci mai degrabă o poveste de curaj politic, că ea nu a fost o senzaționalistă, ci o artistă care abordează subiecte profunde precum moartea și pierderea. Profesorul american Camille Paglia este mai categorică, opinând că preocuparea feminismului modern cu Artemisia este greșită, iar meritele ei sunt supraestimate: „Artemisia Gentileschi nu a fost decât un pictor profesionist al vremii sale, vreme care era impregnată de stilul baroc creat de bărbați”.
Literatura feministă tinde să se concentreze doar pe violul Artemisiei, prezentând-o ca pe o supraviețuitoare traumatizată dar cu demnitatea neștirbită, opera căreia ar fi evoluat, ca consecință, în sex și violență. Pollock, în 2006, a văzut în filmul lui Agnès Merlet un exemplu tipic de neputință de recunoaștere a carierei remarcabile de zeci de ani a artistei dincolo de întâmplarea cu violul. Laura Benedetti constata că opera Artemisiei este adeseori interpretată din perspectiva problemelor lumii contemporane și a celor personale ale autorilor. Elena Ciletti, autoarea Gran Macchina a Bellezza, scria că „rolul Artemisiei în feminism nu mai poate fi schimbat; noi am investit prea mult în ea în lupta noastră pentru femei, în trecut și în prezent, intelectual și politic.”

### Alte artiste
Fiind o femeie la începutul secolului al XVII-lea, meseria pe care și-a ales-o Artemisia era una neobișnuită, dar nu excepțională. Istoricii consideră că ea era conștientă de „rolul său ca artistă și etalonul relației femeii cu arta”, acest lucru fiind probat prin alegoria reprezentată în autoportretul său La Pittura, în care Artemisia se identifică cu o muză, „întruchiparea simbolică a artei”, dar și artistă profesionistă. Înaintea Artemisiei, între sfârșitul secolului al 15-lea și începutul secolului următor, au activat mai multe celebre pictorițe, precum Sofonisba Anguissola (născută la Cremona în aprox. 1530) sau Fede Galizia (născută la Milano sau Trento în 1578), cea din urmă pictând natură moartă și o versiune proprie a Judith și Holoferne.

## Contemporaneitate

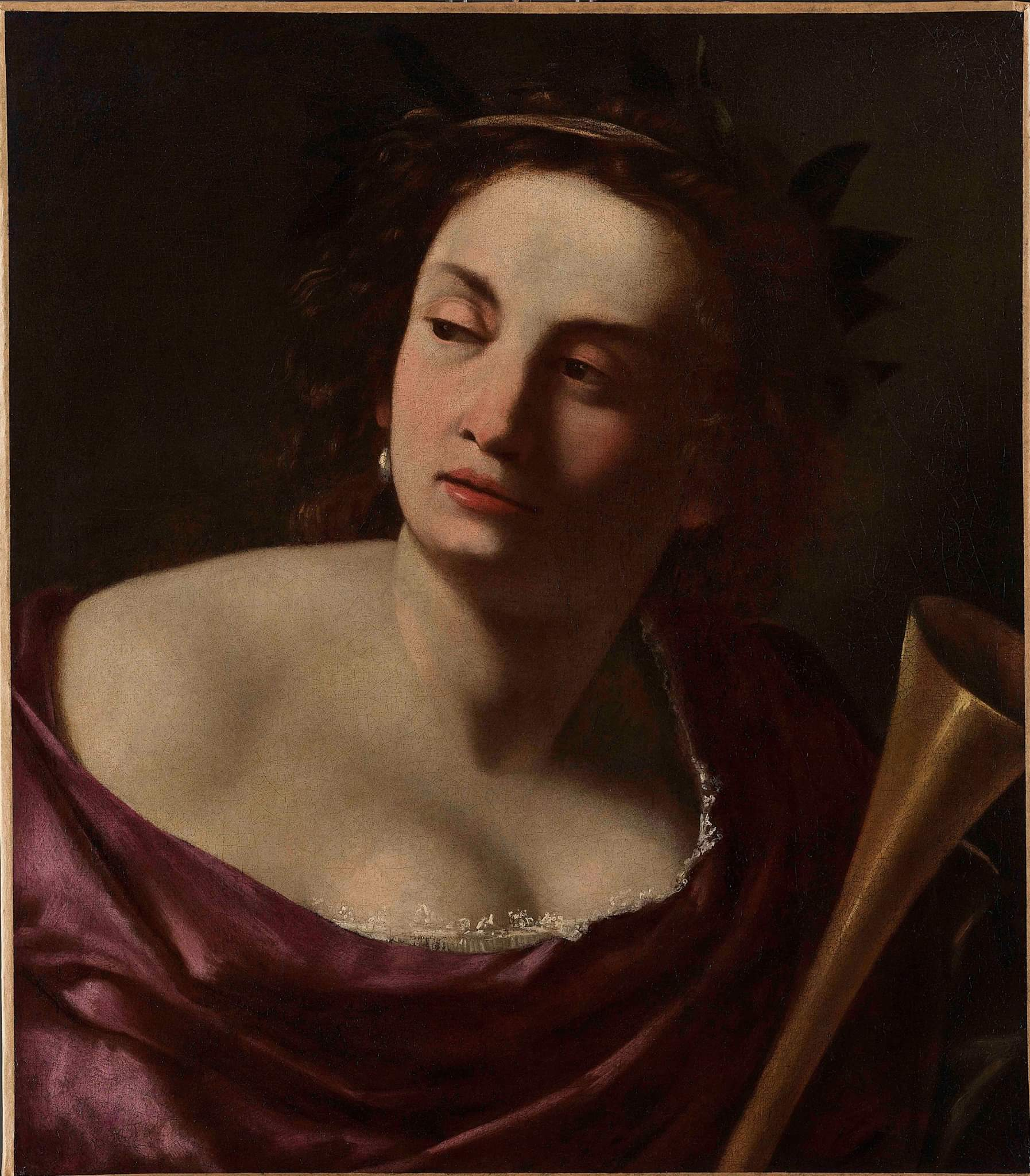
Alegoria faimei (circa 1630-1635)

Primul roman inspirat de Artemisia a fost Romola (1862–63) de George Eliot, care relatează momente din viața lui Gentileschi la Florența, cu foarte multe ajustări fictive. O relatare mai fidelă realității apare în cartea Annei Banti Artemisia, scrisă ca un dialog al autoarei cu artista.
Gentileschi este una din femeile reprezentate în instalația artistică The Dinner Party a lui Judy Chicago, expusă pentru prima oară în 1979. Pictorița, sau mai exact lucrarea ei Judith ucigându-l pe Holoferne, este invocată în piesa lui Wendy Wasserstein Cronicile lui Heidi (1988), în care personajul principal Heidi recită detalii din biografia pictoriței în cadrul lecțiilor sale de istorie a artei. Dramaturgul canadian Sally Clark a scris câteva piese bazate pe întâmplările desfășurate înainte și după violul Artemisiei. Una din ele, Life Without Instruction („Viața fără instrucțiuni”), și-a avut premiera la Theatre Plus Toronto la 2 august 1991. Biografia lui Gentileschi și tabloul Judith ucigându-l pe Holoferne au fost un subiect de bază al miniserialului britanic Painted Lady (1997), cu Helen Mirren în rolul principal.
Filmul Artemisia (1997), regizat de Agnès Merlet, relatează accederea Artemisiei în industria artei, relația sa cu Tassi și procesul. În mod controversat, pelicula lui Merlet prezintă evenimentele invers decât ele au avut loc în realitate: actul sexual era marcat de iubire și consens, fiind torturată Artemisia nu recunoaște violul, în timp ce Tassi minte că îl recunoaște pentru a o salva de suferință.
Susan Vreeland a publicat romanul biografic Pasiunea Artemisiei în 2002. În romanul Maestra (2016) de L.S. Hilton, Artemisia și opera sa sunt un subiect central de discuție al protagonistului. În romanul Cifrul lui Salem (2016) de Jess Lourey, Judith ucigându-l pe Holoferne păstrează un indiciu pentru jocul misterios. Piesa de teatru Blood Water Paint de Joy McCullough a fost rescrisă în 2017 de el însuși în romanul omonim. Piesa a fost montată la Seattle în 2015 și 2019.
Într-un episod din serialul britanic Endeavour (2018), o femeie-maniac își ucide victimele într-o manieră inspirată din tablourile lui Gentileschi.
Piesa It's True, It's True, It's True (2018), montată la Teatrul Breach, este derivată din înregistrarea scrisă a procesului de viol, tradusă din latină și italiană în engleză. A luat premiile „The Stage Edinburgh” și „Fringe First” la Edinburgh Festival Fringe. Piesa a fost montată în mai multe orașe din Regatul Unit, iar în 2020 a fost difuzată pe BBC Four și BBC iPlayer. Opera Artemisia de Laura Schwendinger a fost interpretată la San Francisco în 2019.